# Nabi Samwil
An-Nabi Samwil, chiamata anche al-Nabi Samuil (in arabo النبي صموئيل‎? an-Nabi Samu'il, translit: "Il profeta Samuele"), è un villaggio palestinese di circa 220 abitanti nel Governatorato di Gerusalemme dello Stato di Palestina, sito in Cisgiordania (Area C), quattro chilometri a nord di Gerusalemme. Il villaggio è stato costruito attorno alla Moschea di Nabi Samwil, contenente la Tomba di Samuele; la popolazione del villaggio palestinese è stata spostata dalle autorità israeliane dalle case originali del villaggio in una nuova località appena sotto la collina.
Una tradizione datante fin dal periodo bizantino pone qui la tomba del profeta Samuele. Nel 6º secolo, fu costruito sul luogo un monastero in onore di Samuele e durante i primi tempi del periodo arabo il luogo era noto come Dir Samwil (Il Monastero di Samuele). Nel 12º secolo, durante il periodo delle Crociate, fu eretta nella zona una fortezza. Nel 14º secolo, durante il periodo mamelucco, fu eretta una moschea sulle rovine della fortezza Crociata. La presunta tomba stessa si trova in una camera sotterranea della moschea, che è stata riadibita, dopo il 1967, a sinagoga, oggi con aree di preghiera separate per Ebrei maschi e femmine.

## Geografia
Nabi Samwil si trova sulla sommità di una montagna, a 890 metri sul livello del mare, nella Zona Seam, quattro chilometri a nord di Shuafat, vicino a Gerusalemme e a sudovest di Ramallah. Tra le località vicine vi sono Beit Iksa a sud, al Jib a nord, Beit Hanina a est e Biddu a ovest.
Il villaggio consiste in 1592 dunam dei quali solo 5 furono costruiti.

## Tradizione della tomba di Samuele
Un autore cristiano del 6º secolo identificò il luogo come tomba di Samuele, ed esso è stato tradizionalmente associato così da Ebrei, Cristiani e Musulmani. Secondo la Bibbia ebraica, il profeta fu sepolto nella sua città, Ramah (2, 1º Samuele, 25:1, 28:3), che si trova vicino a Geba, mentre questo luogo è identificato come Mizpah in Beniamino. Mentre Giuda Maccabeo si stava preparando alla guerra contro i Siriani, raccolse i suoi uomini "a Maspha, ancora contro Gerusalemme: poiché Maspha era un luogo di preghiera fino ad ora in Israele".
Il viaggiatore ebreo del 12º secolo, Beniamino di Tudela, visitò il sito nel 1173. Secondo lui, i Crociati cristiani avevano trovato le ossa di Samuele "vicino a una sinagoga ebraica" in Ramla sulla pianura costiera (che è erroneamente identificata come la biblica Ramah), e ricostruita ad oggi Nabi Samwil. Egli scrisse che una grande chiesa dedicata a San Samuele era stata costruita sulle rovine.

## Storia: tomba e villaggio

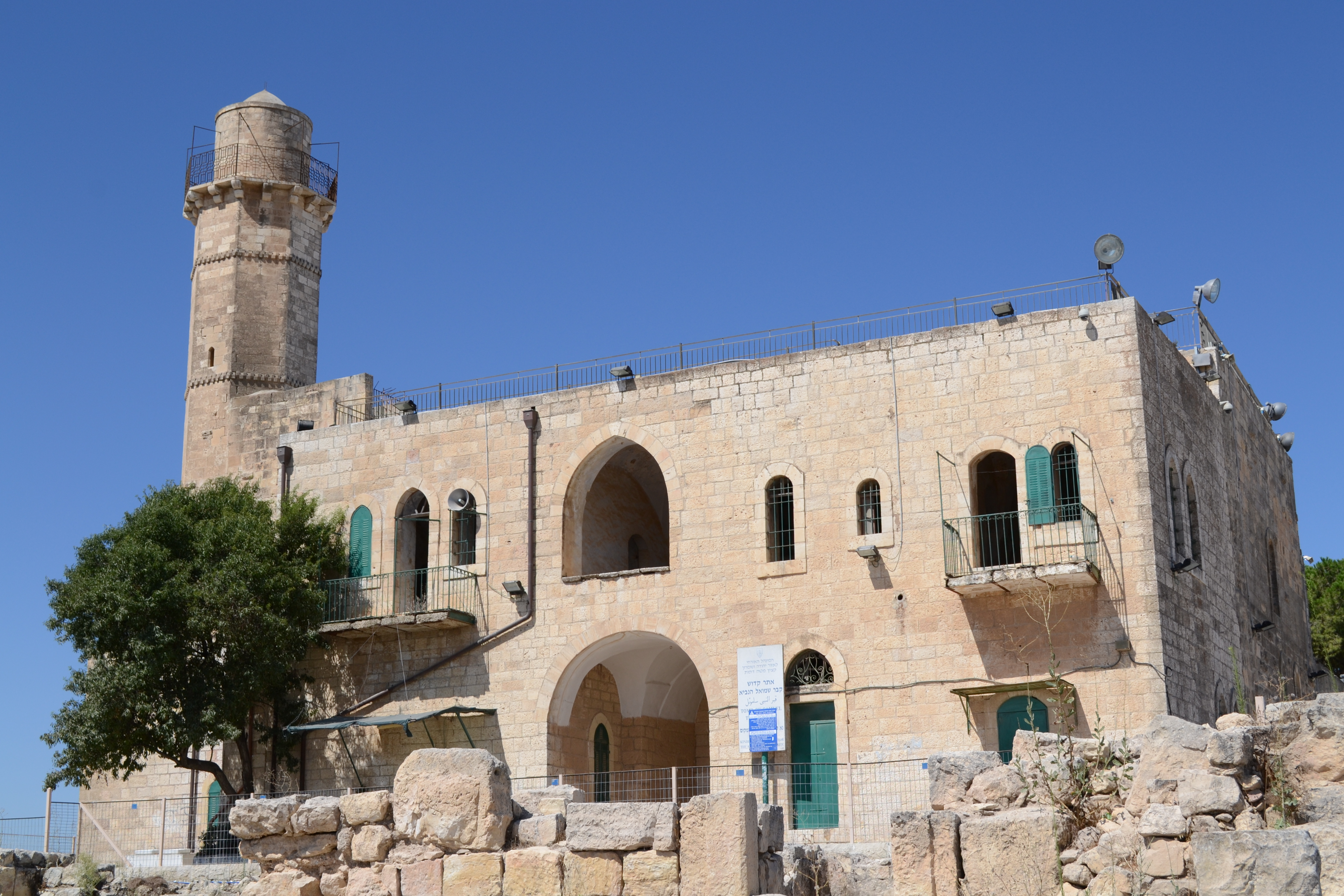
La moschea Nabi Samwil, 2012

Un'antica tradizione sostiene che il villaggio contenga la tomba del profeta Samuele, il cui nome in arabo è Nabi Samwil, dunque il nome del villaggio arabo.

### Periodo bizantino
I Bizantini costruirono un monastero a Nabi Samwil, che serviva da albergo per i pellegrini cristiani sulla via per Gerusalemme. Il monastero fu restaurato ed ampliato durante il regno di Giustiniano I nella metà del 6º secolo d.C. Da allora il luogo è stato posto di pellegrinaggio per Ebrei, Cristiani e Musulmani allo stesso tempo.

### Primo periodo musulmano
La tomba continuò a essere in uso attraverso il primo periodo musulmano in Palestina dal 7º al 10º secolo.
Il geografo gerosolimitano al-Muqaddasi raccontò nel 985 d.C. una storia che egli aveva udito da suo zio riguardo al luogo: un certo sultano voleva prendere possesso di Dayr Shamwil, che egli descrive come un villaggio a circa un  farsakh da Gerusalemme. Il sultano chiese al proprietario di descrivere il villaggio, e il proprietario gli enumerò i difetti del luogo ("duro è il lavoro,/il profitto è scarso./Erbacce sono dappertutto,/le mandorle sono amare,/uno staio tu semini,/uno staio tu raccogli."). Dopo aver udito questo il sultano esclamò: "Andato! Noi non abbiamo bisogno del vostro villaggio!" Il geografo siriano del 13º secolo Yaqut al-Hamawi, descrive "Mar Samwil" o "Maran Samwil" come "una piccola città nei pressi di Gerusalemme. Mar in siriano significa al-Kass, 'il prete', e Samwil è il nome dei Dottori in Legge." Durante il periodo islamico, Nabi Samwil divenne un centro per la produzione di ceramiche palestinesi, che forniva Gerusalemme, come Ramla e Caesarea.

### Periodo Crociate/Ayyubid
Nel 1099, i Crociati conquistarono la Palestina agli Arabi Fatimidi ed ebbero la loro prima veduta di Gerusalemme dal monte sul quale Nabi Samwil è stata costruita, allora chiamato Mont Joie ("Monte della Gioia"). Essi presto vi costruirono una fortezza per respingere le incursioni dei Musulmani alla parte nord di Gerusalemme e per proteggere i convogli dei pellegrini cristiani.
Nel 1157, i Crociati costruirono una chiesa sulla tomba di Samuele. Re Baldovino II del Latino Regno di Gerusalemme affidò Nabi Samwil all'ordine religioso dei Cistercensi, che vi costruì un monastero e poi lo lasciò ai Canonici regolari premostratensi negli anni 1120. Il viaggiatore ebreo Rabbi Beniamino di Tudela, del 12º secolo, visitò la località quando viaggiò in quella terra nel 1173, notando che i Crociati avevano trovato le ossa di Samuele in un cimitero ebraico a Ramla sulla piana costiera e le riseppellirono colà, prospicienti la Città Santa. Egli scrisse che una chiesa dedicata a San Samuele di Silo era stata costruita sulla collina. Questo può riferirsi alla chiesa abbaziale di San Samuele costruita dai canonici premostratensi e disabitata dal 1141 al 1244.
Dopo che gli Ayyubidi sotto Saladino avevano conquistato gran parte dell'interno della Palestina nel 1187, la chiesa e il monastero vennero trasformati in moschea e da allora rimasero in mani musulmane. Nel 1192, Riccardo Cuor di Leone raggiunse Nabi Samwil, ma non la occupò. Pellegrinaggi ebraici, che preferivano visite in aprile e maggio di ogni anno, ripresero dopo che gli Ayyubidi avevano conquistato l'area, ed esso divenne un importante centro per le interazioni fra Musulmani ed Ebrei.

### Periodo mamelucco
Durante il periodo mamelucco, i pellegrini cristiani continuarono a visitare il sito, compresi i viaggiatori noti come John Mandeville e Margery Kempe.
Nel 15º secolo, gli Ebrei costruirono una sinagoga adiacente alla moschea e ripresero i pellegrinaggi al luogo, dopo che questo privilegio era perduto durante il periodo delle crociate. Sebbene essi incontrassero occasionalmente difficoltà con i notabili locali, il diritto degli Ebrei di visitare il santuario fu riaffermato due volte dagli Ottomani, e il sultano chiese al qadi di Gerusalemme di punire chiunque volesse ostacolare il loro diritto e la lunga tradizione dei pellegrinaggi ebraici. Mujir ad-Din riferendosi alla dimensione di Gerusalemme scrive: "Dal nord si raggiunge il villaggio in cui vi è la tomba del profeta Shamwil, possa Allah benedirlo e dargli pace".

### Periodo ottomano
Nel 1517, la Palestina fu incorporata nell'Impero ottomano dopo che essa fu occupata dai Mamelucchi e nel 1596, Nabi Samwil comparve nei registri delle tasse ottomani come fosse nella nahiya di Quds nella liwa di Al-Quds. Essa aveva una popolazione di 5 capifamiglia, tutti musulmani. I paesani pagavano un tasso fisso del 25% sui vari prodotti agricoli, compresi frumento, orzo, olivi, vigne, alberi da frutto, ricavi occasionali, oche e/o alveari; un totale di 2200 akçe.
La chiesa dei Crociati fu incorporata nella moschea del villaggio, costruita nel 1730 sotto l'Impero Ottomano.
Nel 1838 Edward Robinson notò en-Neby Samwil quale villaggio musulmano, parte del distretto di El-Kuds.  Egli poi notò che la "moschea è qui l'oggetto principale; ed è visto da Ebrei, Cristiani e Maomettani, quale copertura della tomba del profeta Samuele."
Un elenco di villaggi ottomani del 1870 circa mostrava che Nabi Samwil aveva 6 case con una popolazione di 20, sebbene il conto della popolazione comprendesse solo i maschi.
Nel 1883, lo Studio della Palestina Occidentale del Fondo per l'esplorazione della Palestina (SWP) lo descriveva come un borgo di baracche, appollaiate sulla sommità della cresta, tra ciò che rimaneva delle rovine delle crociate. Vi era uno spuntone a nord.

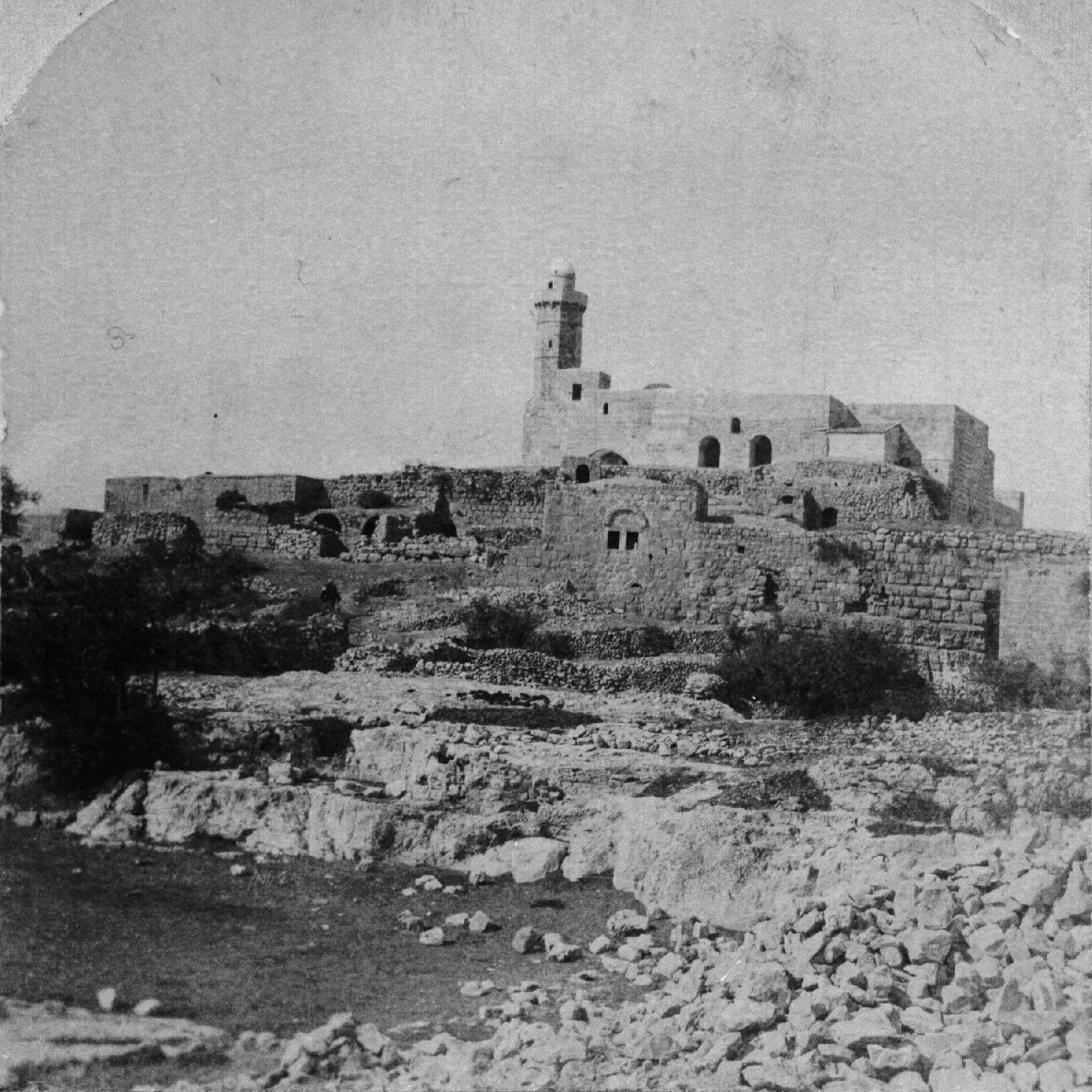
Nabi Samwil durante l'inizio del 20º secolo

Nel 1896 la popolazione di Nebi Samwil era stimata in 81 persone.

### Il periodo della Guerra Mondiale e del Mandato britannico
Nabi Samwil fu pesantemente danneggiata dalle bombe dell'Esercito
turco nel 1917 durante i combattimenti contro le forze britanniche, ma il villaggio fu ricostruito nel 1921. La moschea ottomana, distrutta durante la guerra, fu restaurata dal Supremo consiglio islamico durante il periodo del Mandato britannico sulla Palestina.
Nel censimento della Palestina del 1922 condotto dalle autorità del Mandato britannico sulla Palestina, Nabi Shemweil aveva una popolazione 121 abitanti, tutti musulmani, aumentati lentamente nel censimento del 1931 a 138, un cristiano e il rimanante musulmano,  occupando un totale di 117 abitazioni.
Nelle statistiche sul villaggio, del 1945, Nabi Samwil aveva una popolazione di 200 abitanti, tutti musulmani, con 2150 dunam di terra, secondo una ricerca ufficiale sul territorio e la popolazione.  Di questi, 293 "dunam" erano piantagioni e terra irrigabile, 986 usata per coltivare cereali, mentre 3 "dunam" divennero aree fabbricabili.

### La guerra del 1948 e il periodo della Giordania
Il 23 aprile 1948, durante la guerra arabo-israeliana del 1948, una divisione Palmach attaccò Nabi Samwil con l'intento di catturare il villaggio per Israele. L'operazione fallì, poiché i difensori arabi del luogo erano stati informati che la vicina Beit Iksa era stata attaccata e quindi erano preparati a un assalto ebraico. Oltre 40 militari Palmach furono uccisi in battaglia con perdite minime per gli Arabi.
Dal 1948 al 1967, Nabi Samwil fu usata dalla Legione araba di Giordania come postazione militare a guardia dell'accesso a Gerusalemme.
Nel 1961, la popolazione di Nabi Samwil era di 168 abitanti.

### 1967, conseguenze

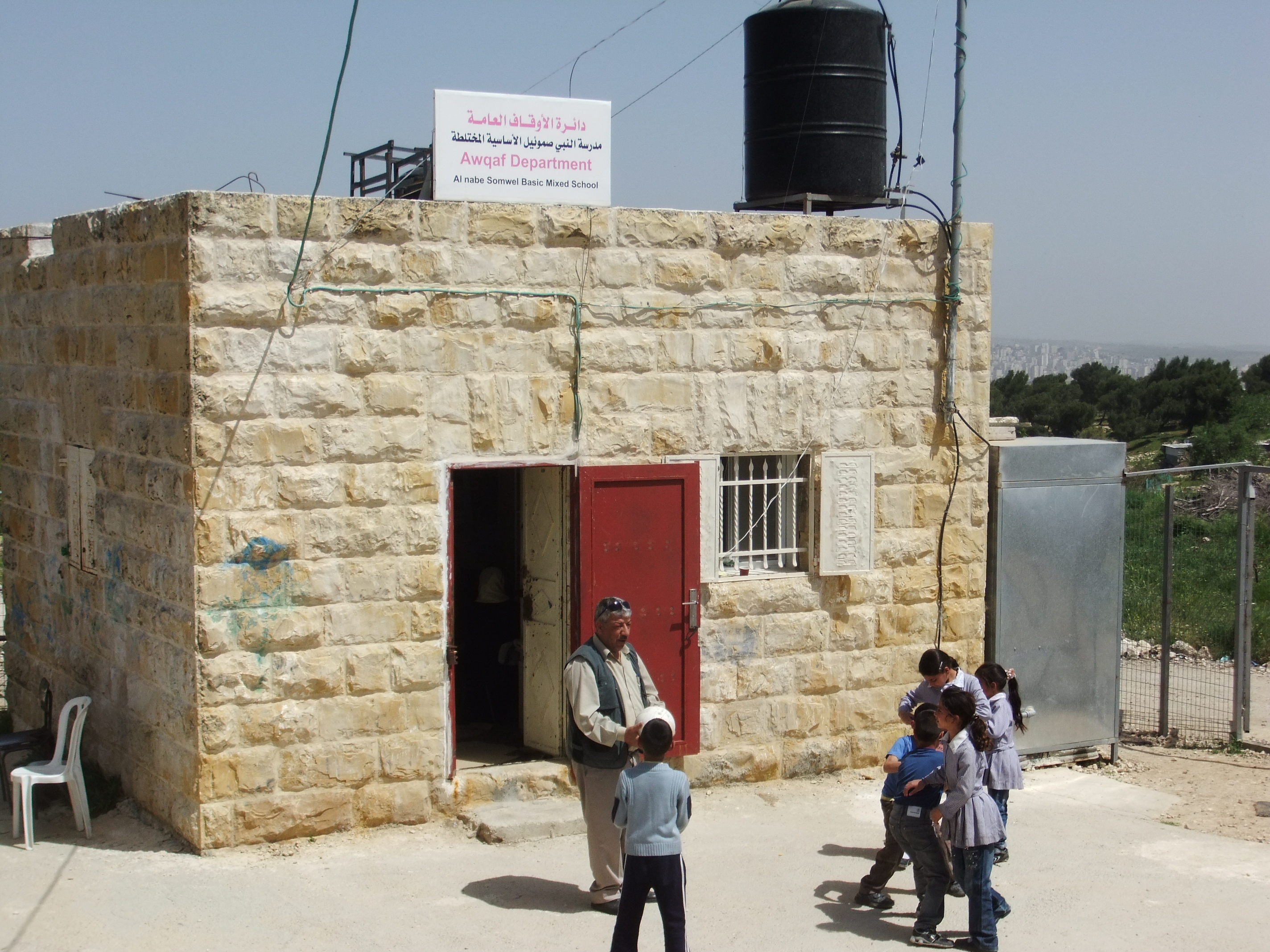
Scuola a Nabi Samwil

Dalla Guerra dei sei giorni del 1967, Nabi Samwil è stato sotto l'occupazione israeliana.
Dopo la vittoria israeliana e l'occupazione nella guerra, durante la quale la maggior parte degli abitanti del villaggio era fuggita, la tomba divenne ebraica e gli insediati tentarono di prendere il controllo dell'area per tutti gli anni 1970, le autorità israeliane demolirono il villaggio storico, costruito attorno alla tomba, costringendo gli abitanti in fabbricati sgangherati ai piedi della collina. Nabi Samwil fu inserito in buona parte all'interno dei confini municipali di Gerusalemme, mentre gli abitanti stessi furono esclusi: essi venivano identificati nelle loro carte d'identità come West Bankers (residenti sulla riva occidentale), fu loro proibito dall'amministrazione militare israeliana di lasciare il villaggio in qualsiasi direzione senza autorizzazione. Dalla metà degli anni 2000, Nabi Samwil, esclusa la tomba, divenne parte di un'area nota come la  "Seam Zone", che denota la terra tra la barriera di separazione israeliana eretta durante la Seconda intifada, e i confini della municipalità di Gerusalemme. la sola uscita dal villaggio è nelle vicinanze di Bir Nabala attraverso un posto di controllo israeliano.

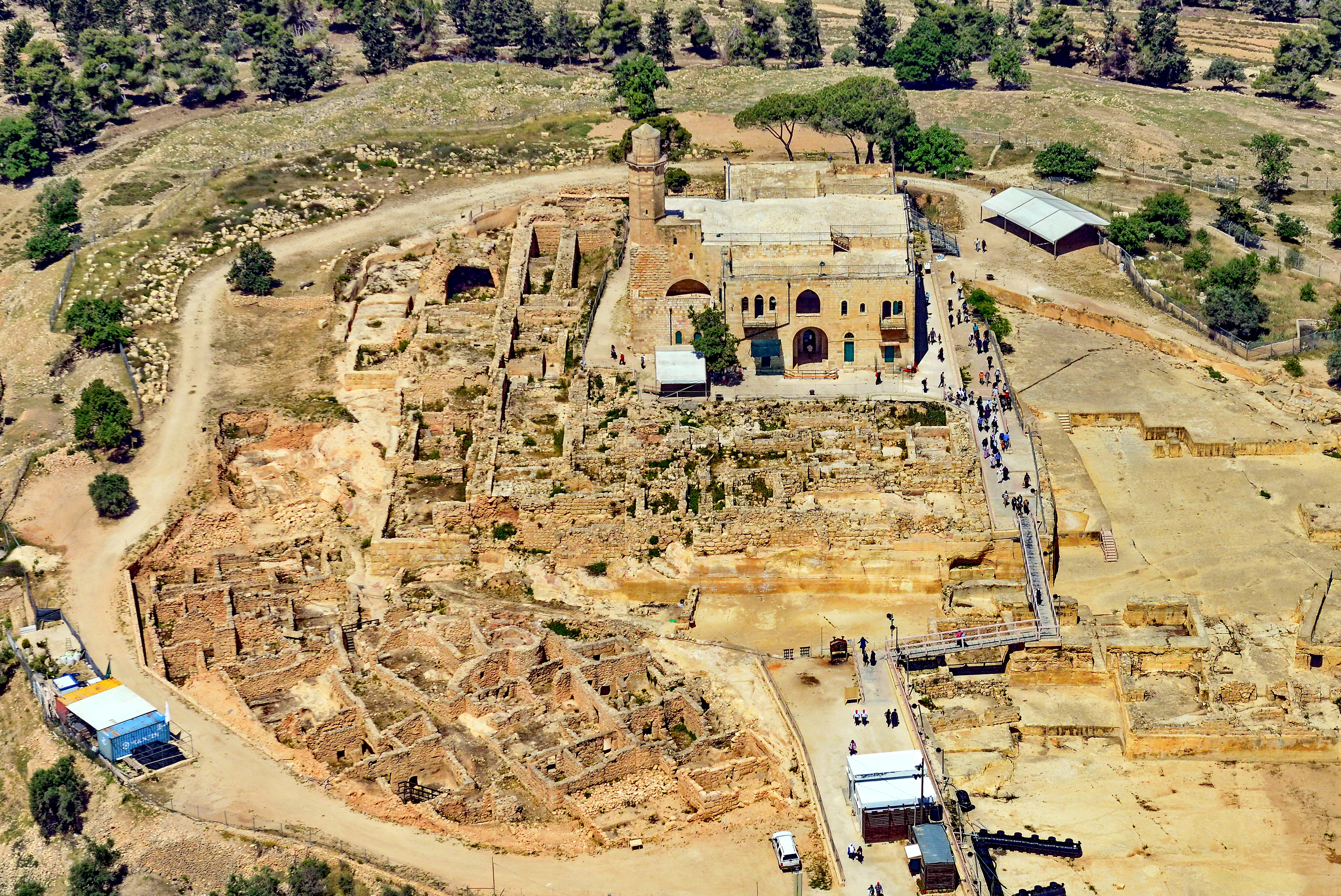
Scavi archeologici intorno alla Tomba di Samuele

Il villaggio, che non è riconosciuto come tale da Israele, è stato designato come parco nazionale negli anni 1990 e i resti delle abitazioni intorno alla moschea formano parte di un sito archeologico nel parco. La moschea è stata isolata e la parte contenente la tomba di Samuele è stata convertita in sinagoga. A causa, in parte, delle restrizioni militari israeliane, le edificazioni palestinesi nel villaggio sono vietate, l'attività economica è parimenti significativamente limitata e i residenti vivono in povertà, con molti dei loro giovani che lasciano il luogo in cerca di lavoro vicino a Ramallah. Israele sostiene che le sue politiche intendono preservare il sito di Nabi Samwil.

## Demografia
Nel 1922, Nabi Samwil aveva 121 abitanti, saliti a 138 nel 1931. Nella terra di Sami Hadawi, secondo un'indagine demografica del 1945, risiedevano 200 abitanti. Nel 1981 il numero scese a 66 abitanti ma risalì fino a 136 in cinque anni. Secondo il censimento del 2007, da parte dell'Ufficio Centrale Palestinese di Statistica, nel 2007 Nabi Samwil aveva una popolazione di 258 abitanti e vi abitano circa 20 famiglie musulmane. A un gruppo di 90 Beduini che vive in al Jib, e che erano stati sfrattati da Nabi Samwil, fu rifiutato il permesso di ritornarvi poiché il villaggio si trova in Area C e sarebbe stato difficile per loro acquisire permessi di costruzione.